# Meedla
Meedla (Duits: Medel) is een plaats in de Estlandse gemeente Saaremaa, provincie Saaremaa. De plaats heeft de status van dorp (Estisch: küla) en telt 43 inwoners (2021).
Tot in december 2014 behoorde Meedla tot de gemeente Kaarma, tot in oktober 2017 tot de gemeente Lääne-Saare en sindsdien tot de fusiegemeente Saaremaa.

## Geschiedenis
Meedla werd voor het eerst genoemd in 1560 onder de naam Mehlden als landgoed. In 1798 was er naast een landgoed ook een dorp Medel.
In 1977 werd het buurdorp Maleva bij Meedla gevoegd. In 1997 werd het weer een zelfstandig dorp.